# Nana Mizuki Live Skipper Countdown the DVD and More
Albums de Nana Mizuki
Nana Mizuki Live Attraction
(2003) Nana Clips 2
(2004)
Nana Mizuki Live Skipper Countdown the DVD and More est la 3e vidéo musicale de la chanteuse et seiyū japonaise Nana Mizuki.

## Présentation
La vidéo sort au format DVD le 3 mars 2004 sous le label King Records. Le DVD atteint la 16e place du classement de l'Oricon et reste classé pendant trois semaines.
Le 1er DVD contient le concert Live Skipper Countdown 2003-2004 filmé le 31 décembre 2003 au Makuhari Messe Event Hall. Sur ce DVD il y a 26 pistes la plupart issue de son 3e album DREAM SKiPPER sauf transmigration et Looking On The Moon issue de son premier album Supersonic Girl; through the night, Suddenly ~Meguriaete~ et Power Gate issue de son deuxième album Magic Attraction; et enfin Anone ~Mamimume☆Mogacho~ issue de son premier single Omoi. Le deuxième DVD intitulé NANA MIZUKI LIVE SENSATION 2003 DOCUMENT @Shibuya Public Hall with Zepp & Hall Another Side,  contient une sélection de chansons venant de sa tournée d'été.

## Liste des titres
| 1.  | Opening (OPENING)                                      |  |
| 2.  | What cheer?                                            |  |
| 3.  | keep your hands in the air                             |  |
| 4.  | Sabaku no Umi (砂漠の海)                               |  |
| 5.  | White Lie                                              |  |
| 6.  | Transmigration (TRANSMIGRATION)                        |  |
| 7.  | MC1                                                    |  |
| 8.  | Dear to me                                             |  |
| 9.  | Looking On The Moon (LOOKING ON THE MOON)              |  |
| 10. | Takaramono (宝物)                                      |  |
| 11. | through the night                                      |  |
| 12. | Still in the Groove                                    |  |
| 13. | MC2 ~COUNTDOWN~                                        |  |
| 14. | New Sensation                                          |  |
| 15. | Nocturne -revision-                                    |  |
| 16. | Jet Park (JET PARK)                                    |  |
| 17. | Anone ~Mamimume☆Mogacho~ (アノネ～まみむめ☆もがちょ～) |  |
| 18. | Koishiteru... (恋してる...)                            |  |
| 19. | MC3                                                    |  |
| 20. | Be Ready! (BE READY!)                                  |  |
| 21. | Protection (PROTECTION)                                |  |
| 22. | Suddenly ~Meguriaete~ (suddenly ～巡り合えて～)        |  |
| 23. | MC4 -Encore-                                           |  |
| 24. | Refrain -classico-                                     |  |
| 25. | Power Gate (POWER GATE)                                |  |
| 26. | Takaramono ~a cappella~ (宝物 ~a cappella~)            |  |

| 1.  | Transmigration (TRANSMIGRATION)                                 |  |
| 2.  | Honey Flower (HONEY FLOWER)                                     |  |
| 3.  | The Place of Happiness                                          |  |
| 4.  | Omoi (想い)                                                     |  |
| 5.  | Onna ni na Are (おんなになあれ)                                 |  |
| 6.  | Heaven Knows                                                    |  |
| 7.  | Futari no Memory (二人のMemory)                                 |  |
| 8.  | Supersonic Girl                                                 |  |
| 9.  | New Sensation                                                   |  |
| 10. | Time To Live Skipper Countdown (TIME TO LIVE SKIPPER COUNTDOWN) |  |
| 11. | For My Treasure (FOR MY TREASURE)                               |  |